# Broye-les-Loups-et-Verfontaine
Broye-les-Loups-et-Verfontaine é uma comuna francesa na região administrativa de Borgonha-Franco-Condado, no departamento de Alto Sona. Estende-se por uma área de 7 km². Em 2010 a comuna tinha 130 habitantes (densidade: 18,6 hab./km²).